# Вилабате
Вилаба̀те (на италиански: Villabate; на сицилиански: Villabbati, Вилабати) е град и община в Южна Италия, провинция Палермо, автономен регион и остров Сицилия. Разположен е на 47 m надморска височина. Населението на общината е 20 531 души (към 2011 г.).